# سان جوفاني ليبيوني
سان جوفاني ليبيوني (بالإيطالية: San Giovanni Lipioni)‏ هي بلدية في مقاطعة كييتي في إقليم أبروتسو الإيطالي.

## السكان
في سنة 1861 بلغ عدد السكان 856 نسمة، وتطور العدد ليصل في سنة 2011 لـ 210 نسمة.
يظهر هذا المخطط البياني تطور النمو السكاني لـ سان جوفاني ليبيوني